# 沙怪龍屬
沙怪龍屬又名賽泰龍，是一種原始的蜥腳類恐龍，屬於蜥腳形亞目的蜥腳形類，生存於侏羅紀早期的北美洲，化石發現於美國猶他州東南部的聖胡安地區，是繼近蜥龍後第二種在北美洲發現的原始蜥腳類恐龍。